# Sander
A Sander a sugarasúszójú halak (Actinopterygii) osztályának a sügéralakúak (Perciformes) rendjébe, ezen belül a sügérfélék (Percidae) családjába tartozó nem.

## Rendszerezés
A nembe az alábbi 5 faj tartozik:
- Sander canadensis (Griffith & Smith, 1834)
- fogassüllő (Sander lucioperca) (Linnaeus, 1758)
- tengeri süllő (Sander marinus) (Cuvier, 1828)
- északi süllő (Sander vitreus) (Mitchill, 1818)
- kősüllő (Sander volgensis) (Gmelin, 1789)

## Képek

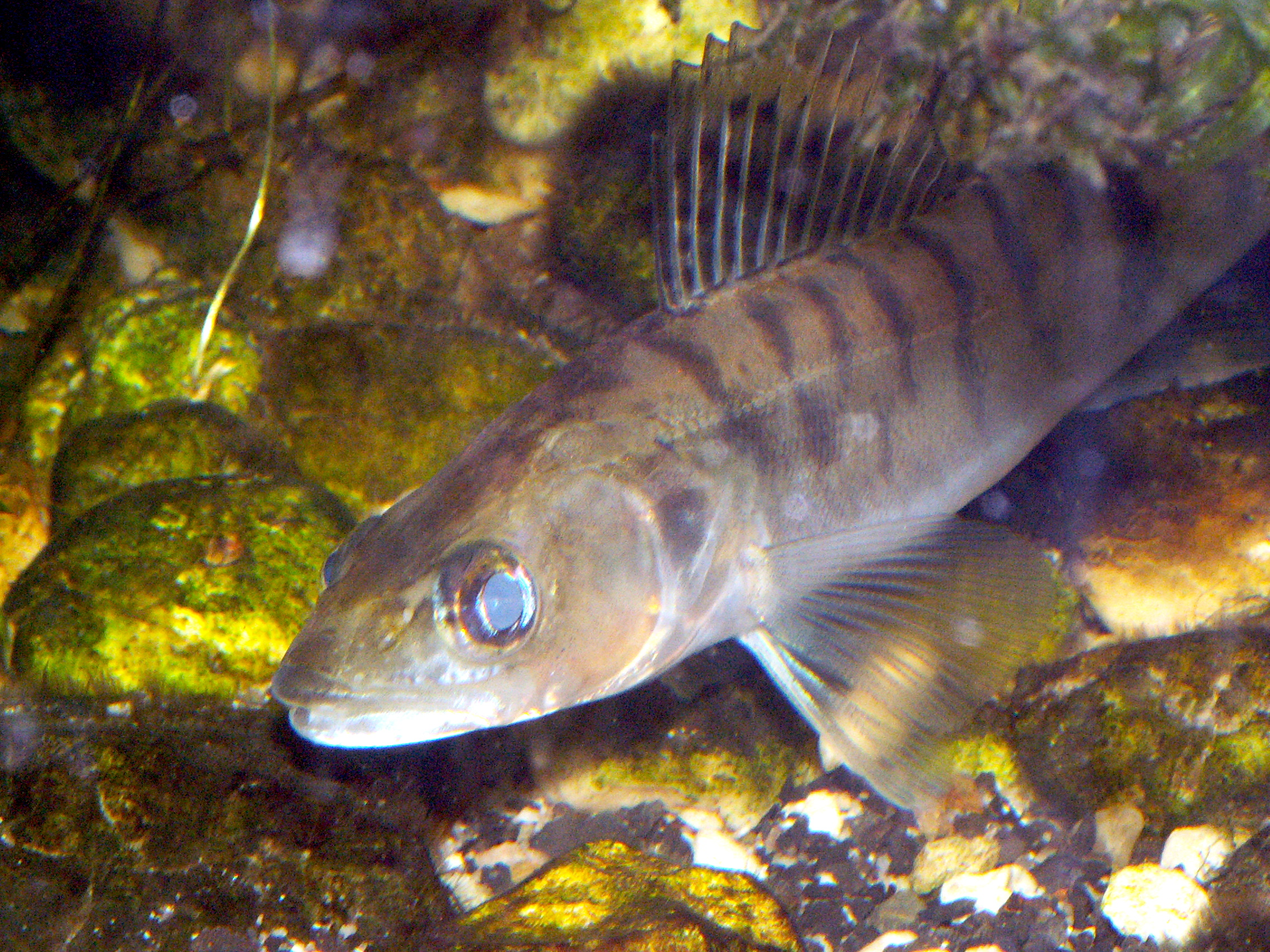
Fogassüllő (Sander lucioperca)
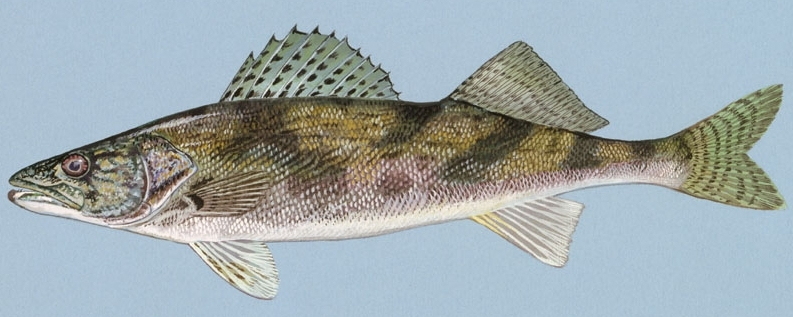
Sander canadensis
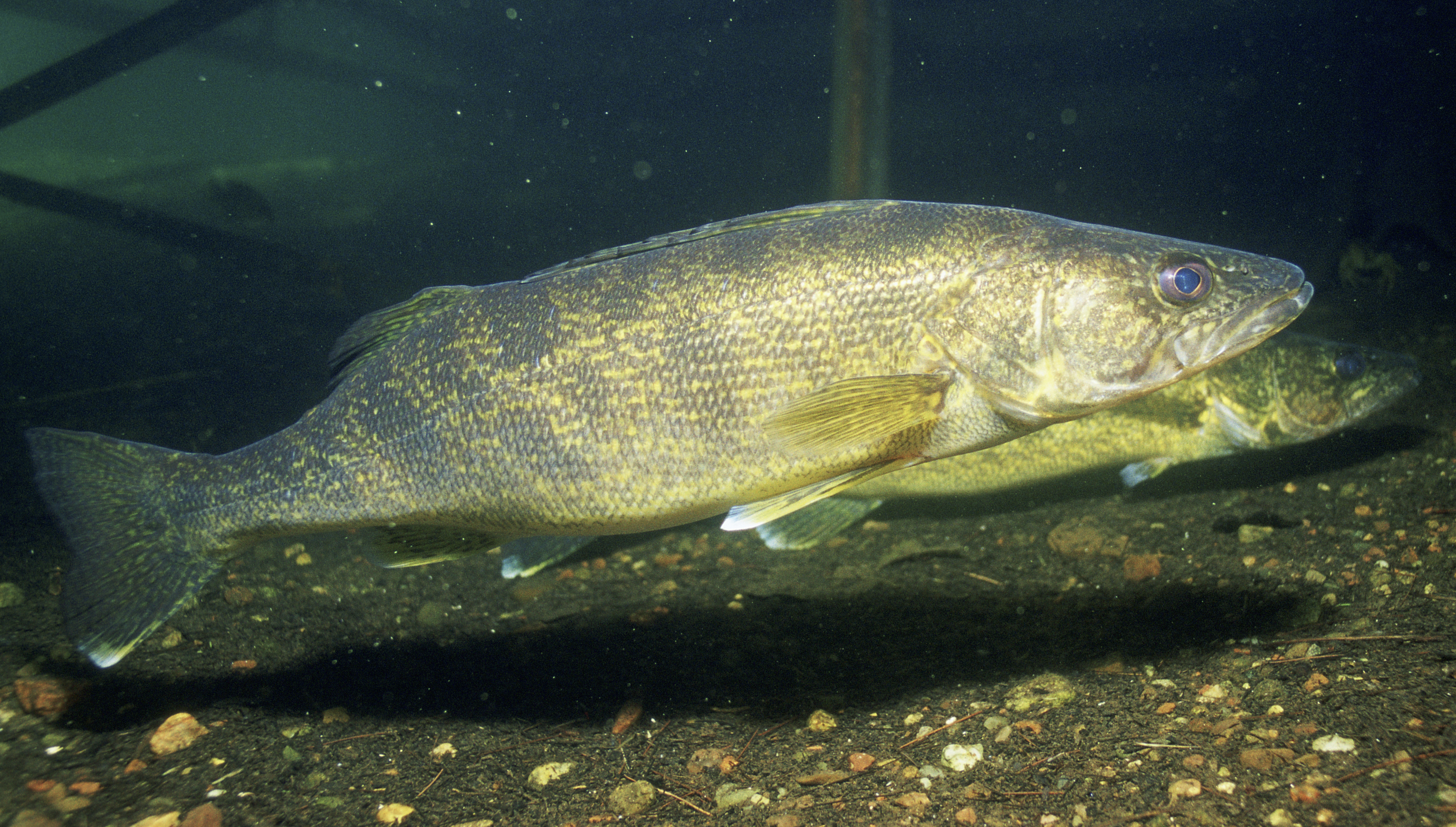
Sander vitreus